# Let Me
Singles de Rihanna
If It's Lovin' that You Want
(2005) SOS
(2006)
Pistes de Music of the Sun
Music of the Sun Rush
Let Me est un single de l'album Music of the Sun (2005) interprété par Rihanna. La chanson a dépassé les 200 000  exemplaires aux États-Unis.

## Classement par pays
| Classement (2005-2006)     | Meilleure position |
| -------------------------- | ------------------ |
| États-Unis (Country Songs) | 12                 |
| États-Unis (Hot 100)       | 81                 |